# Purwosari (Banyuasin III)
Purwosari is een bestuurslaag in het regentschap Banyuasin van de provincie Zuid-Sumatra, Indonesië. Purwosari telt 2411 inwoners (volkstelling 2010).